# حزمة عصبية صغيرة
الحزمة العصبية الصغيرة أو الملزمة العصبية (بالإنجليزية: nerve fascicle)‏ هي حزمة صغيرة من المحاور (الألياف العصبية)، محاطة بظهارة الحزمة العصبية. إذا كانت الأعصاب صغيرة الحجم، فإنها تكون حزمة واحدة. أما إذا كانت العصبونات كبيرة الحجم، فإنه يتم جمعها في حزمة أكبر تسمى حبلة، ويغلفها غشاء مشترك. وتشير الحزمة العصبية إلى تجمع الأعصاب في الجهاز العصبي المحيطي، أما في الجهاز العصبي المركزي فيعرف تجمع الأعصاب باسم السبيل العصبي.